# روزهای کمون
روزهای کمون (به آلمانی: Die Tage der Commune) نمایشنامه‌ای است که بین سال‌های ۴۸–۱۹۴۷ توسط نمایش‌نامه‌نویس بزرگ آلمانی، برتولت برشت نوشته شده‌است.
او اوج‌گیری و افول کمون پاریس ۱۸۷۱ را دراماتیزه کرده‌است. نمایشنامه اقتباسی است از نمایشنامه شکست اثر نودال گریگ (شاعر و نمایشنامه‌نویس نروژی).
روزهای کمون از حد پرداختن به قهرمانان فردی فراتر رفته و بر خود رخداد کمون پاریس (بعنوان مجموعه گزین شده‌ای از مردم) متمرکز شده‌است. صحنه‌های نمایشنامه زندگی مردم عادی (در کافه‌ای در مون‌مارتر)، کمیتهٔ مرکزی کمون و اتاق‌های اداری دشمنان کمون (تیر و بیسمارک) را در بر می‌گیرد؛ دشمنانی که فروپاشی نهایی کمون را مهندسی می‌کنند.
نمایشنامه مفصلاً رخدادی را که به عنوان نمونهٔ نخستین هر انقلاب پرولتری شناخته می‌شود شرح می‌دهد. کارل مارکس کمون پاریس را پیش‌درآمد هر جامعه کمونیستی تلقی می‌کرد؛ و در نمایشنامه برشت نیز شاهد مشی ای لنینی در تفسیر کمون هستیم.
این نمایشنامه در صدمین سالگرد واقعه کمون پاریس (۱۹۷۱) در دانشگاه هارواد و دانشگاه ییل به اجرا درآمد.